# San Ildefonso Ixtahuacán
San Ildefonso Ixtahuacán («San Ildefonso»: en honor a su santo patrono Ildefonso de Toledo; «Ixtahuacán»: «lugar de amplia vista») es un municipio del departamento de Huehuetenango de la región nor-occidente de la República de Guatemala. En el norte del municipio se encuentran los municipios de La Libertad y San Pedro Necta, al este se encuentran los municipios de Colotenango y San Gaspar Ixchil, al oeste se encuentra el municipio de Cuilco y al sur se encuentra el municipio de Concepción Tutuapa del departamento de San Marcos.
Tras la conquista de Guatemala en 1524, fue fundado por los frailes dominicos quienes posteriormente lo cedieron junto con el resto de sus doctrinas más occidentales a los frailes mercedarios, y a partir de entonces fue una doctrina del convento de Santa Ana Malacatán.  En 1754 los mercedarios tuvieron que entregar sus doctrinas al clero secular y San Ildefonso pasó a ser parte del curato de Malacatán en la provincia y Alcaldía Mayor de Totonicapam.
Después de la Independencia de Centroamérica en 1821, perteneció al departamento Totonicapán/Huehuetenango y luego formó parte del efímero Estado de Los Altos que fue creado por los criollos liberales en 1838.  Este estado fue recuperado por la fuerza y reintegrado al Estado de Guatemala por el general conservador Rafael Carrera en 1840.
En el siglo xx el municipio se convirtió en el centro de comercio principal de los municipios de Cuilco, Colotenango, San Sebastián Huehuetenango, San Rafael Petzal, Santa Bárbara, Concepción Tutuapa, San Gaspar Ixchil y San Pedro Necta cuando se descubrieron minas de minerales el 15 de julio de 1958.

## Toponimia
Muchos de los nombres de los municipios y poblados de Guatemala constan de dos partes: el nombre del santo católico que se venera el día en que fueron fundados y una descripción con raíz náhuatl; esto se debe a que las tropas que invadieron la región en la década de 1520 al mando de Pedro de Alvarado estaban compuestas por soldados españoles y por indígenas tlaxcaltecas y cholultecas.  En este caso, el topónimo «San Ildefonso» le fue conferido en honor a San Ildefonso de Toledo; mientras que «Ixtahuacán» proviene del idioma náhuatl, específicamente de los términos «can» (español: «lugar»), «ua» (español: posesivo calificativo de paraje), e «ixtli» (español: «vista»), los cuales en conjunto quieren decir «Lugar de amplia vista»

## Demografía
El municipio tiene una población aproximada de 52 217 habitantes según el censo de población de 2018 con una densidad de 284 personas por kilómetro cuadrado.

## Geografía
El municipio de San Ildefonso Ixtahuacán tiene una extensión territorial de 184 km².

### Clima
La cabecera municipal de San Ildefonso Ixtahuacán tiene clima templado (Köppen: Cwb).
| Parámetros climáticos promedio de San Ildefonso Ixtahuacán | Parámetros climáticos promedio de San Ildefonso Ixtahuacán | Parámetros climáticos promedio de San Ildefonso Ixtahuacán | Parámetros climáticos promedio de San Ildefonso Ixtahuacán | Parámetros climáticos promedio de San Ildefonso Ixtahuacán | Parámetros climáticos promedio de San Ildefonso Ixtahuacán | Parámetros climáticos promedio de San Ildefonso Ixtahuacán | Parámetros climáticos promedio de San Ildefonso Ixtahuacán | Parámetros climáticos promedio de San Ildefonso Ixtahuacán | Parámetros climáticos promedio de San Ildefonso Ixtahuacán | Parámetros climáticos promedio de San Ildefonso Ixtahuacán | Parámetros climáticos promedio de San Ildefonso Ixtahuacán | Parámetros climáticos promedio de San Ildefonso Ixtahuacán | Parámetros climáticos promedio de San Ildefonso Ixtahuacán |
| Mes                                                        | Ene.                                                       | Feb.                                                       | Mar.                                                       | Abr.                                                       | May.                                                       | Jun.                                                       | Jul.                                                       | Ago.                                                       | Sep.                                                       | Oct.                                                       | Nov.                                                       | Dic.                                                       | Anual                                                      |
| ---------------------------------------------------------- | ---------------------------------------------------------- | ---------------------------------------------------------- | ---------------------------------------------------------- | ---------------------------------------------------------- | ---------------------------------------------------------- | ---------------------------------------------------------- | ---------------------------------------------------------- | ---------------------------------------------------------- | ---------------------------------------------------------- | ---------------------------------------------------------- | ---------------------------------------------------------- | ---------------------------------------------------------- | ---------------------------------------------------------- |
| Temp. máx. media (°C)                                      | 23.6                                                       | 24.5                                                       | 26.2                                                       | 26.9                                                       | 26.2                                                       | 24.9                                                       | 24.5                                                       | 24.9                                                       | 24.4                                                       | 23.9                                                       | 23.8                                                       | 23.4                                                       | 24.8                                                       |
| Temp. media (°C)                                           | 16.4                                                       | 17.0                                                       | 18.6                                                       | 19.6                                                       | 19.3                                                       | 18.7                                                       | 18.7                                                       | 18.7                                                       | 18.6                                                       | 18.2                                                       | 17.4                                                       | 16.6                                                       | 18.2                                                       |
| Temp. mín. media (°C)                                      | 9.3                                                        | 9.6                                                        | 11.0                                                       | 12.3                                                       | 13.0                                                       | 13.7                                                       | 12.9                                                       | 12.6                                                       | 12.9                                                       | 12.6                                                       | 11.1                                                       | 9.9                                                        | 11.7                                                       |
| Precipitación total (mm)                                   | 20                                                         | 14                                                         | 27                                                         | 69                                                         | 159                                                        | 363                                                        | 254                                                        | 238                                                        | 349                                                        | 237                                                        | 63                                                         | 25                                                         | 1818                                                       |
| Fuente: Climate-Data.org                                   |                                                            |                                                            |                                                            |                                                            |                                                            |                                                            |                                                            |                                                            |                                                            |                                                            |                                                            |                                                            |                                                            |

### Ubicación geográfica
Se encuentra a una distancia de 48 km de la cabecera departamental Huehuetenango y a 298 km de la Ciudad de Guatemala. Está rodeado por municipios del departamento de Huehuetenango, excepto al sur, que colinda con Concepción Tutuapa, municipio del departamento de San Marcos.
- Norte: La Libertad y San Pedro Necta, municipios del departamento de Huehuetenango
- Sur: Concepción Tutuapa, municipio del departamento de San Marcos
- Este: Colotenango y San Gaspar Ixchil, municipios de Huehuetenango
- Oeste: Cuilco, municipio de Huehuetenango[3]

|               | Norte: La Libertad San Pedro Necta |                                     |
| Oeste: Cuilco |                                    | Este: Colotenango San Gaspar Ixchil |
|               | Sur: Concepción Tutuapa            |                                     |

## Gobierno municipal
Los municipios se encuentran regulados en diversas leyes de la República, que establecen su forma de organización, lo relativo a la conformación de sus órganos administrativos y los tributos destinados para los mismos.  Aunque se trata de entidades autónomas, se encuentran sujetos a la legislación nacional y las principales leyes que los rigen desde 1985 son:
| N.º | Ley                                                | Descripción |
| --- | -------------------------------------------------- | --- |
| 1   | Constitución Política de la República de Guatemala | Tiene una regulación legal específica para los municipios en los artículos 253 al 262. |
| 2   | Ley Electoral y de Partidos Políticos              | Ley de carácter constitucional aplicable a los municipios en el tema de la conformación de sus autoridades electas. |
| 3   | Código Municipal                                   | Decreto 12-2002 del Congreso de la República de Guatemala. Tiene la categoría de ley ordinaria y contiene preceptos generales aplicables a todos los municipios, e inclusive contiene legislación referente a la creación de los municipios.             |
| 4   | Ley de Servicio Municipal                          | Decreto 1-87 del Congreso de la República de Guatemala. Regula las relaciones entra la municipalidad y los servidores públicos en materia laboral. Tiene su base constitucional en el artículo 262 de la constitución que ordena la emisión de la misma. |
| 5   | Ley General de Descentralización                   | Decreto 14-2002 del Congreso de la República de Guatemala. Regula el deber constitucional del Estado, y por ende del municipio, de promover y aplicar la descentralización y desconcentración económica y administrativa.                                |

El gobierno de los municipios está a cargo de un Concejo Municipal mientras que el código municipal —ley ordinaria que contiene disposiciones que se aplican a todos los municipios— establece que «el concejo municipal es el órgano colegiado superior de deliberación y de decisión de los asuntos municipales […] y tiene su sede en la circunscripción de la cabecera municipal»; el artículo 33 del mencionado código establece que «[le] corresponde con exclusividad al concejo municipal el ejercicio del gobierno del municipio».
El concejo municipal se integra con el alcalde, los síndicos y concejales, electos directamente por sufragio universal y secreto para un período de cuatro años, pudiendo ser reelectos.
Existen también las Alcaldías Auxiliares, los Comités Comunitarios de Desarrollo (COCODE), el Comité Municipal del Desarrollo (COMUDE), las asociaciones culturales y las comisiones de trabajo. Los alcaldes auxiliares son elegidos por las comunidades de acuerdo a sus principios y tradiciones, y se reúnen con el alcalde municipal el primer domingo de cada mes, mientras que los Comités Comunitarios de Desarrollo y el Comité Municipal de Desarrollo organizan y facilitan la participación de las comunidades priorizando necesidades y problemas.
Los alcaldes que ha habido en el municipio son:
- 2012-2016: Elías Ortiz Andrés[15]

## Historia
Los primeros pobladores que habitaron el municipio fueron gente de raza mam. El municipio de San Ildefonso se originó mucho antes de la llegada de los españoles a Guatemala y era llamada Itcal. Cuando los españoles llegaron al territorio, atacaron a Zaculeu en 1525 y el ejército del municipio defendieron sus territorios junto de otros lugares bajo el mando del guerrero mam llamado Kaibil Balam el cual era el rey de los mames.

### Época colonial
Durante la época colonial, el poblado fue conocido como «San Ildefonso Istaguacán». La referencia más antigua que se conoce del municipio fue el documento que escribió el alcalde de esa época José Olevarreta en el año 1740, posteriormente lo describió el historiador y militar criollo Francisco Antonio de Fuentes y Guzmán en 1690.

### Visita del arzobispo Pedro Cortés y Larraz en 1770

Escudo
mercedario.

La fundación del poblado fue realizada por los sacerdotes dominicos en los primeros años de la época colonial y luego que éstos frailes cambiaran sus doctrinas más occidentales con los mercedarios, fue una doctrina que pertenecía al convento mercedario de Santa Ana de Malacatán.  En 1754 los dominicos tuvieron que entregar sus doctrinas al clero secular y San Ildefonso quedó como parte del curato de Malacatán en la provincia y Alcaldía Mayor de Totonicapam; junto con Istaguacán —como se le llamaba entonces–, eran parte de este curato Santa Bárbara, Colotenango, San Gaspar Ixchil y San Ramón.  En su visita pastoral de 1770, el arzobispo Pedro Cortés y Larraz reportó que en Istaguacán vivían solamente familias indígenas.

### Tras la Independencia de Centroamérica
El poblado fue fundado oficialmente el 29 de septiembre de 1825; tras la Independencia de Centroamérica, la constitución política del Estado de Guatemala decretada el 11 de octubre de 1825 dividió al Estado en once distritos para la impartición de justicia; de esta cuenta, Sal Ildefonso Ixtahuacán estuvo en el circuito de Huehuetenango en el distrito N.º 9 (Totonicapán) junto con Huehuetenango, Chiantla, Aguacatán, Chalchitán, la Cordillera, Moscoso, Todos Santos, San Martín, el Trapichillo, Guaylá, Nectá, Usumacinta, Colotenango, Ichil, Santa Bárbara, Malacatán, San Ramón, San Lorenzo, Santa Isabel, San Sebastián, San Juan Atitán y Santiago Chimaltenango.

### El efímero Estado de Los Altos

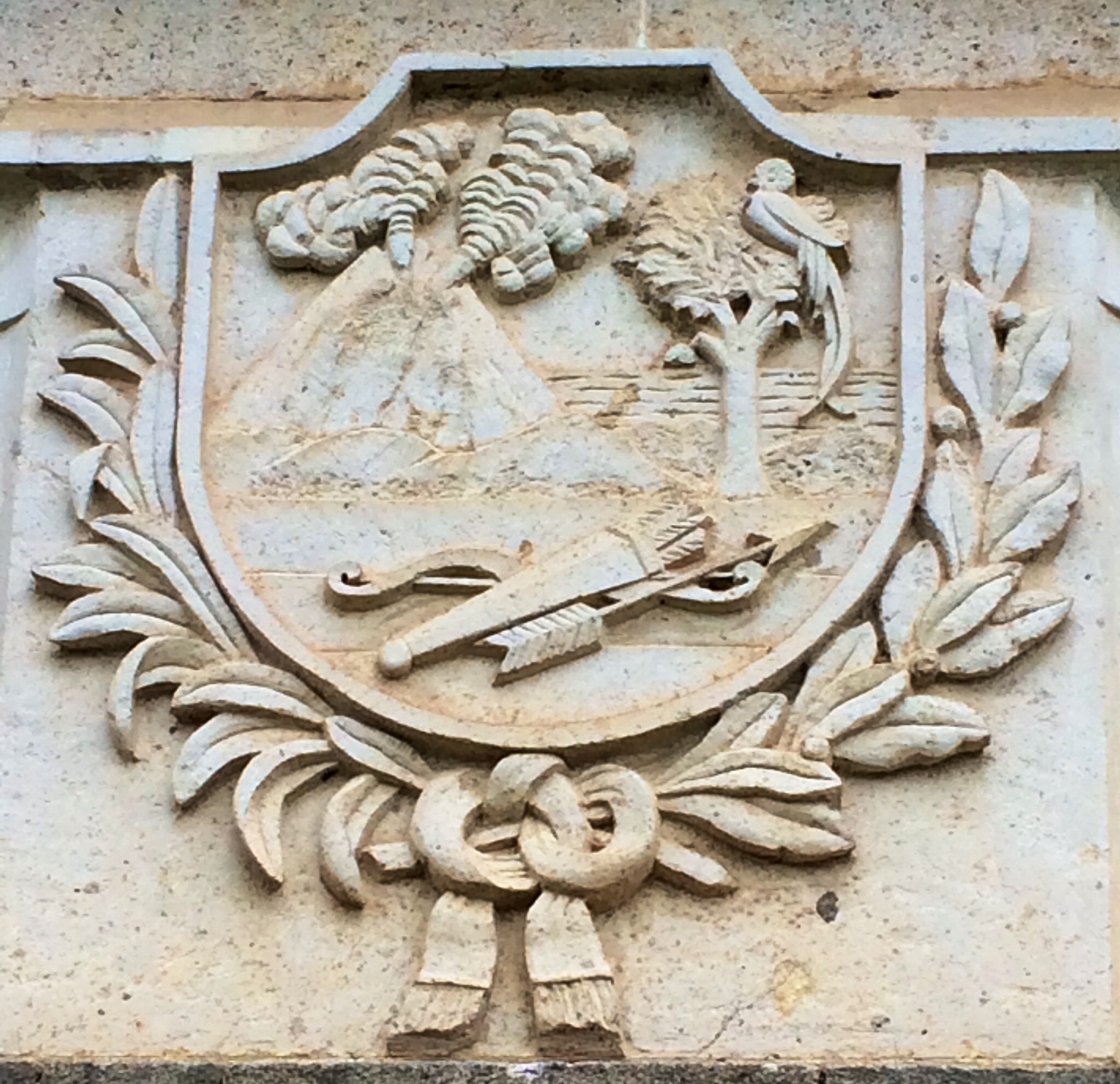
Escudo del Estado de los Altos

A partir del 3 de abril de 1838, San Ildefonso Ixtahuacán fue parte de la región que formó el efímero Estado de Los Altos y que forzó a que el Estado de Guatemala se reorganizara en siete departamentos y dos distritos independientes el 12 de septiembre de 1839: 
- Departamentos: Chimaltenango, Chiquimula, Escuintla, Guatemala, Mita, Sacatepéquez, y Verapaz
- Distritos: Izabal y Petén[21]

La región occidental de la actual Guatemala había mostrado intenciones de obtener mayor autonomía con respecto a las autoridades de la ciudad de Guatemala desde la época colonial, pues los criollos de la localidad consideraban que los criollos capitalinos que tenían el monopolio comercial con España no les daban un trato justo.  Pero este intento de secesión fue aplastado por el general Rafael Carrera, quien reintegró al Estado de Los Altos al Estado de Guatemala en 1840.

### Producción minera
En el siglo xx el municipio se convirtió en el centro de comercio principal de los municipios de Cuilco, Colotenango, San Sebastián Huehuetenango, San Rafael Petzal, Santa Bárbara, Concepción Tutuapa, San Gaspar Ixchil y San Pedro Necta cuando se descubrieron unas minas el 15 de julio de 1958.  Inmediatamente se comenzaron a pedir los derechos de explotación de las minas y el 6 de octubre de 1960 se les fue otorgada; durante las décadas de 1970 y 1980 el municipio cobró mucha relevancia gracias a las minas «La Florida» y «Los Lirios».

## Feria titular
Esta feria se celebra en el mes de enero del 21 al 24, en honor al patrón San Ildefonso, más conocida como "la fiesta de enero". En esta fiesta se hace notar la presencia de los establecimientos educativos, con su participación en los desfiles en las calles principales, poniendo en alto la cultura; lleno de Reinas, folklore y tradiciones.
Mencionando las bandas musicales, convites, presentación de moros que resalta el folklore, desfile hípico y el distintivo desfile de carroza que ha sobresalido en el municipio y demuestra a todo el pueblo copalero la creatividad. 
Feria que se celebra con alegría y dedicación, no dejando atrás el símbolo musical que identifica nuestra patria " la marimba" acompañado de cohetes de vara que hace saber a todo el pueblo que está de fiesta.